# DPAマイクロホン

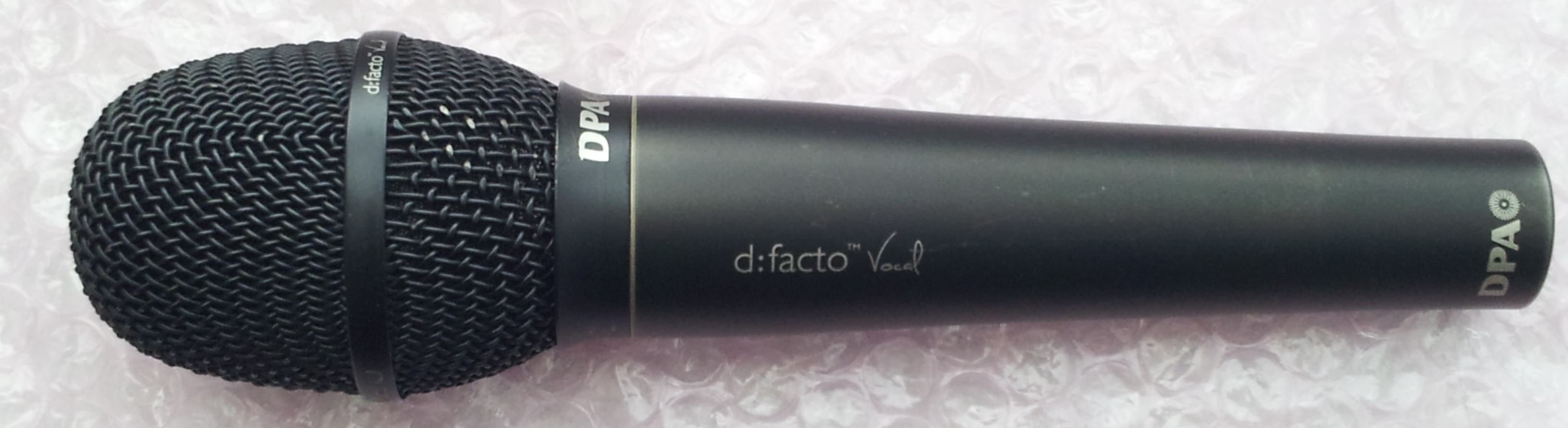
防音機能を備えたライブ使用に適したハンドヘルドマイク

DPAマイクロホン（ディーピーエーまいくろほん、DPA Microphones 、旧 Danish Pro Audio ）は、アメリカの投資会社The Riverside Companyが所有する、プロ市場向けのマイクおよびマイクソリューションを製造販売するデンマークの企業。

## 概要
1992年、ブリュエル・ケアー社（Brüel & Kjær、B&K）元従業員のMorten StoveとOle Brosted Sorensenによって設立された。B&Kがプロオーディオ部門を閉鎖することを決定したとき、モーテンとオレはB&Kと契約を結び、販売、サービス、開発を引き継いだ。 DPAは当時、録音および放送用のハイエンドスタジオマイクのみを提供してた。 1995年に、彼らはDanaBallerina（後のMuphone）のDan Ingemann JensenおよびJens Jørn Stockholmとチームを組み、後に有名になるDPA 4060および4061ミニチュアマイクを共同開発し、すぐにニューヨークのブロードウェイやロンドンのウエストエンドで、劇場に適するマイクとしてひろまった。同社は名誉あるフレデリック9世賞を、フレデンスボリ城（Fredensborg Castl）での式典で受賞した  。 
本社はデンマークのAllerødにあり、生産工場はデンマークのAsnæsにある  。 現在のCEOはKalle Hvidt。

## 受賞歴
1989： TEC賞 – B＆K 4011カーディオイドマイク
2002：TEC賞ノミネート：4066全方向性ヘッドセットマイク 
2004：TEC賞ノミネート-4088指向性ヘッドセットマイク
2006：WFXベスト新製品賞-ミニチュアマイク付きSMK4061ステレオマイクキット
2007：DPA Microphonesが、名誉ある賞であるKing Frederik IX賞を受賞 
2009：DPA d：vote™4099楽器用マイクがいくつかの賞を受賞（オーディオメディアギアオブザイヤー、TEC賞） 
2010：PAR優秀賞-参照標準
2010：解像度賞-5100モバイルサラウンドマイク
2010：TEC賞ノミネート-5100モバイルサラウンドマイク
2011：オーディオメディアギアオブザイヤー-参照標準マイクシリーズ
2011：MIX認定ヒット-参照標準マイクシリーズ
2011：TEC賞ノミネート-2011Aカーディオイドマイク
2012：Resolution Award-Reference Standard Microphone Series 
2012：ライブデザインプロダクトオブザイヤーアワード-d：fine™ヘッドセットマイク